# 贝勒 (埃纳省)
贝勒（法語：Belleu，法語發音：[bɛlø]）是法国上法蘭西大區埃纳省的一个市镇，属于苏瓦松区。

## 地理
贝勒（49°21'32"N, 3°20'8"E）面积4.53 平方千米，位于法国上法蘭西大區埃纳省，该省份为法国北部内陆省份，北起北部省，西接索姆省和瓦兹省，东临阿登省和马恩省，西南至塞纳-马恩省，东北部与比利时接壤。
与贝勒接壤的市镇（或旧市镇、城区）包括：埃纳河畔比利、库尔梅勒、塞蒙、苏瓦松、贝尔努瓦堡。

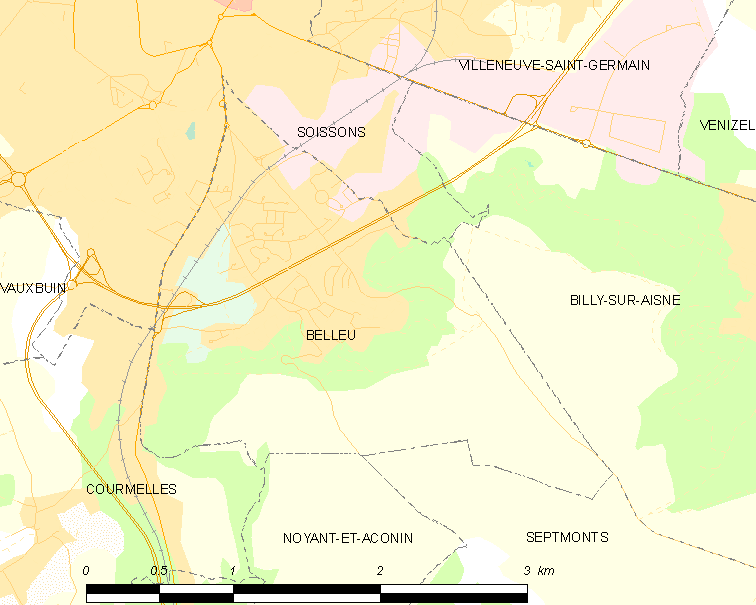
的OSM定位图

贝勒的时区为UTC+01:00、UTC+02:00（夏令时）。

## 行政
贝勒的邮政编码为02200，INSEE市镇编码为02064。

## 政治
贝勒所属的省级选区为苏瓦松第二县。

## 人口

1962-2008年间人口变化图示

贝勒于2022年1月1日时的人口数量为3624人。